# J. M. Barrie

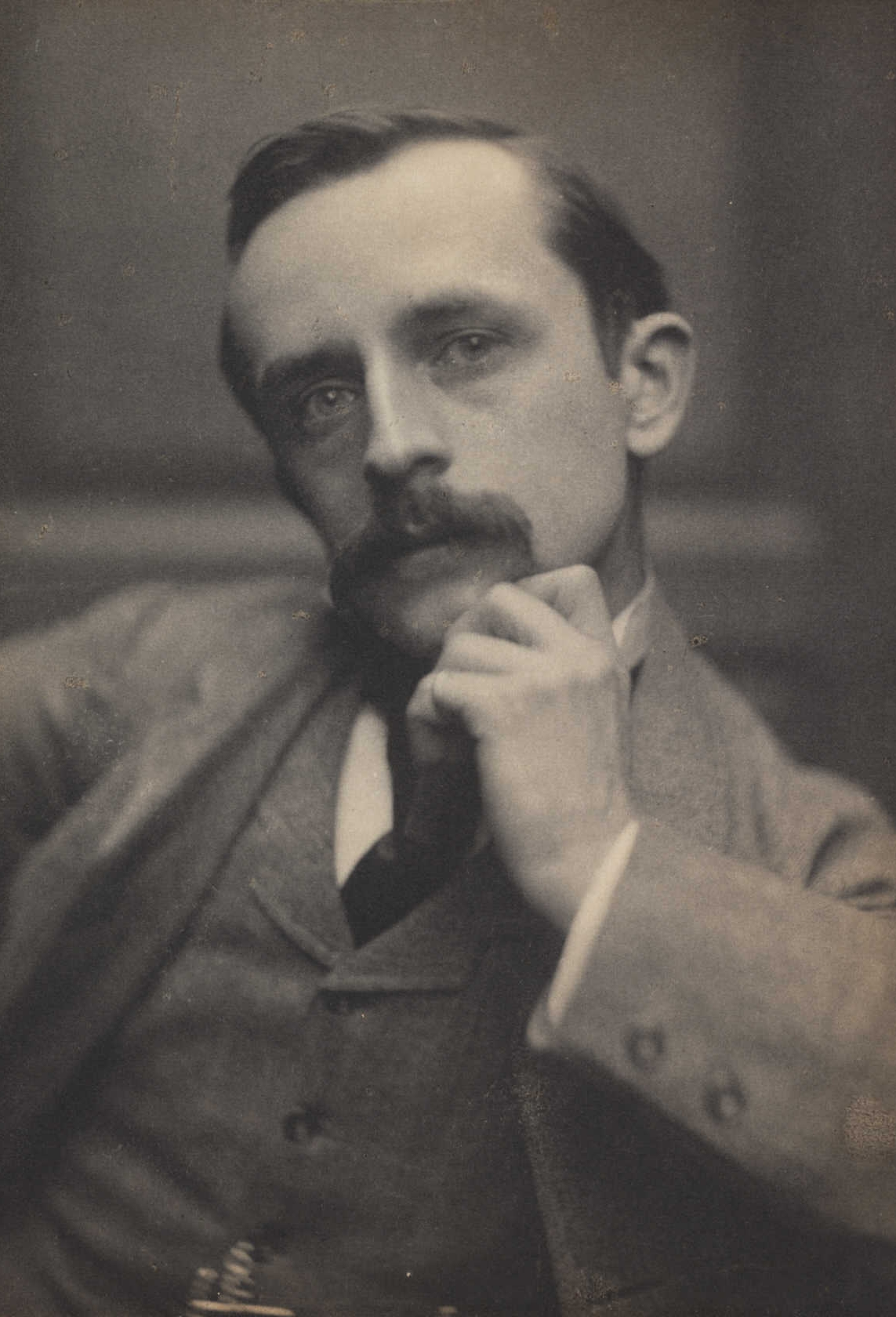
J.M. Barrie, 1892

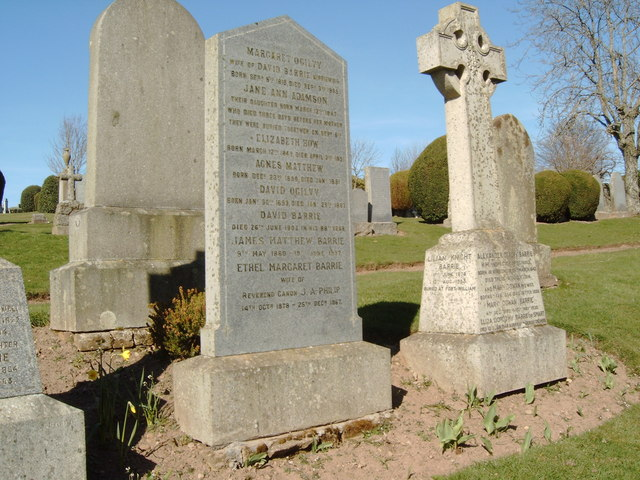
Barries Grab in Kirriemuir

Sir James Matthew „J. M.“ Barrie, 1. Baronet OM (* 9. Mai 1860 in Kirriemuir, Schottland; † 19. Juni 1937 in London) war ein schottischer Schriftsteller und Dramatiker. Peter Pan ist seine bekannteste literarische Figur.

## Leben und Werk
James M. Barrie wurde in Kirriemuir, Angus, Schottland, als neuntes Kind und dritter Sohn von David und Margaret Barrie (geborene Ogilvy) geboren. Sein Vater war ein Weber. Seine Mutter ermutigte ihn, sich durch Lesen zu bilden. Barrie besuchte die Dumfries Academy. Sein Studium an der Universität Edinburgh schloss er 1882 als Master of Arts ab. Er arbeitete dann als Journalist für das Nottingham Journal, bis er 1885 nach London zog. 1894 heiratete er die Schauspielerin Mary Ansell; die Ehe endete 1909 kinderlos in einer Scheidung. Am 1. Juli 1913 wurde Barrie der erbliche Adelstitel Baronet, of Adelphi Terrace in the City of Westminster, verliehen. 1922 wurde er als Member des Order of Merit ausgezeichnet. Er starb 1937 und wurde in Kirriemuir beigesetzt. Dort ruhen auch seine Eltern, seine Schwester sowie sein mit 13 Jahren verstorbener Bruder David. Da er keine Kinder hinterließ, erlosch sein Adelstitel bei seinem Tod. 1929 wurde er als auswärtiges Ehrenmitglied in die American Academy of Arts and Letters gewählt.
Barries erste zwei Romane spielen in Thrums, lassen den Ort aber als seinen Geburtsort Kirriemuir erkennen. Danach schrieb er für das Theater, unter anderem Quality Street (1937 verfilmt), What Every Woman Knows und The Admirable Crichton. Letzteres Stück wurde jeweils 1919 und 1957 verfilmt und diente auch als Vorlage für Schiffbruch unter Palmen aus dem Jahr 1934. Berühmt wurde er 1904 durch Peter Pan. Diese Figur wurde durch die Kinder George, Jack, Peter, Michael und Nico seiner Bekannten Sylvia Llewelyn-Davies inspiriert. Nach dem Tod der Mutter im Jahre 1910 kümmerte sich Barrie um die fünf Jungen und zog sie groß.
Als Kinderfreund vermachte Barrie alle Rechte an den Büchern, Filmen und Theaterstücken von Peter Pan dem Great Ormond Street Hospital, einem Londoner Kinderkrankenhaus. 1988 erließ das britische Parlament ein Gesetz (Section 301, Copyright, Designs and Patents Act 1988), nach dem die Urheberrechte des Krankenhauses an Peter Pan in Großbritannien – anders als im allgemeinen Urheberrecht (Regelschutzfrist) – nicht durch Zeitablauf verfallen.
Die Vermutung, Barrie hätte pädophile Neigungen gehabt, wurde immer wieder neu angestellt, doch konnte sie nie nachgewiesen werden. Zuletzt tauchte sie noch 2000 in der englischen Presse auf.
Barries Geburtshaus, 4 Brechin Road, wurde vom National Trust for Scotland als Museum eingerichtet.
Im Oktober 2004 kam der Film Finding Neverland in die Kinos, der das Leben Barries (dargestellt von Johnny Depp) und die Entstehung seiner Fantasiewelt um Peter Pan porträtiert. Allerdings versteht sich der Film nicht als rein biographisch und veränderte viele Fakten. Die deutsche Fassung des Films startete unter dem Titel Wenn Träume fliegen lernen im Februar 2005.
Von 1919 bis 1922 war Barrie Rektor der University of St Andrews (Schottland). Da er sehr ungern vor Publikum sprach, hielt er seine Eröffnungsrede erst am Schluss seines Mandats 1922. Diese Rede wurde unter dem Titel Courage veröffentlicht. 2024 verfasste John Pielmeier daraus das gleichnamige Theaterstück.

## Sonstiges
Barries Buch Quality Street wurde von der Firma Mackintosh ab 1936 für die Warenbezeichnung einer Serie von hochwertigen Pralinen und Toffees verwendet. Die Verpackungen in Pappschachteln und Metalldosen zieren zwei Figuren, „Der Major und die Lady“, die ebenfalls Barries Stück entlehnt sind. Barrie war ein Onkel des Schachspielers William Winter.

## Werke (Auswahl)
- Auld Licht Idylls. 1888.
- A Window in Thrums. 1890.
- The Little Minister. 1891.

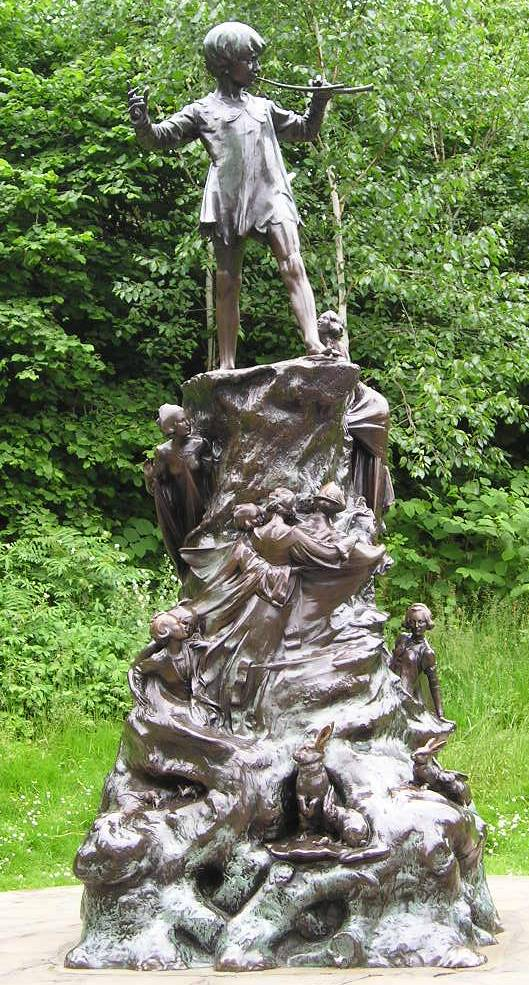
Peter-Pan-Statue in Kensington Gardens, London

- Jane Annie. (1893). Komische Oper, Co-Autor Arthur Conan Doyle.
- Sentimental Tommy. 1896.
- Quality Street. 1901 (Vorlage für den Film Im stillen Gässchen, 1927).
- The Little White Bird. 1901.

Kleiner weißer Vogel. Roman. Deutsch von Michael Klein. Gollenstein Verlag, 2010.
- The Admirable Crichton. 1902.
- Tommy and Grizel. 1902.
- Peter Pan, or The Boy Who Wouldn’t Grow Up. 1904.
- What Every Woman Knows. 1908.
- The Twelve Pound Look. 1910.
- Peter and Wendy. 1911.
- Dear Brutus. 1917.
- Mary Rose. 1920. Theaterstück.
- The Boy David. 1936.

### In deutscher Sprache
- Wie meine Mutter ihr sanftes Gesicht bekam. Erzählungen. Übersetzt und mit einem Nachwort von Michael Klein. Morio Verlag, Heidelberg 2017, ISBN 978-3-945424-45-2.
- Lebwohl, Miss Julie Logan. Übersetzt und mit einem Nachwort von Heiko Postma. JMB Verlag, Hannover 2012.
- Margaret Ogilvy. Von ihrem Sohn. Übersetzt von Nadine Erler. Verlag 28 Eichen, Barnstorf 2018, ISBN 978-3-96027-107-9.

## Deutsche Hörspiele
- 1947: Das Testament – Regie: Helmut Brennicke (Radio München)
- 1950: Sein großer Tag – Bearbeitung (Wort): Julius Berstl; Regie: Raoul Wolfgang Schnell (NWDR Köln)
- 1957: Sieben Frauen. Eine Farce – Bearbeitung (Wort): Heinrich Fischer; Regie: Paul Land (SDR)
- 1964: Das Testament – Bearbeitung (Wort) und Regie: Rolf von Goth (SFB)
- 2008: Peter Pan. Orchesterhörspiel – Bearbeitung (Wort) und Regie: Judith Lorentz (NDR)
- 2010: Peter Pan. Live aus dem ZKM in Karlsruhe – Mitwirkende: wie 2008 (HR/NDR/BR/Deutschlandradio/SWR/WDR)
- 2014: Mary Rose. Gruselkabinett, Folge 91
- 2018: Peter Pan. Komm mit nach Nimmerland (2 Teile) – Bearbeitung (Wort): Karlheinz Koinegg; Regie: Angeli Backhausen (WDR)